# Warriors Orochi
Warriors Orochi (яп. 無双OROCHI Мусо: Ороти) — видеоигра в жанре hack and slash, разработанная Omega Force и изданная Koei для PlayStation 2, Xbox 360, PlayStation Portable и PC. Данная игра является кроссовером серий Dynasty Warriors и Samurai Warriors.
Является первой игрой в одноимённой серии. В западных и азиатских странах игра вышла в 2007 и 2008 годах. В России и странах СНГ игра вышла с текстовым переводом на русский язык 14 мая 2009 года под издательством компании «Новый Диск».
Позже было выпущено несколько сиквелов: Warriors Orochi 2 (2008), Musou Orochi Z (2009), Warriors Orochi 3 (2011) и Warriors Orochi 4 (2018).

## Сюжет и геймплей
Главный антагонист — Змеиный Король Ороти — создает искажение во времени и объединяет миры времен Троецарствия в Китае и периода Сэнгоку в Японии, с целью испытать силу и доблесть воинов этих эпох.
Сюжет разворачивается по четырём ветвям: Шу, Вэй, У и самураев. Каждая сюжетная линия начинается управлением одним из трёх персонажей, которых можно переключать между собой. По мере прохождения, открываются те или иные персонажи серии Warriors (для открытия некоторых необходимо выполнить определенные условия). Персонажи делятся по категориям: Сила, Техника, Скорость. У каждой категории есть свои особенности. Силовые персонажи имеют защиту от стрел, некоторых обычных атак, их практически нельзя оглушить. Персонажи категории Техника имеют более изощренные комбинации атак и более рационально используют Мусоу. Скоростные персонажи помимо повышенной скорости имеют уникальные возможности двойного прыжка для ухода от атак и «воздушного удара» — атаки на расстоянии не требующей потребления Мусоу.
Игрок управляет действиями персонажа в замкнутом уровне — поле боя. Победа достигается выполнением определенного условия (в большинстве случаев это убийство командира врага). Важную роль играет Мораль — боевой дух ваших войск. От неё зависит степень активности вашей армии. Повысить её можно при убийстве каждого 50-го воина врага и выполнении, разных для каждого сражения, тактических условий, которые появляются по ходу боя.
Сила воина зависит от уровня, который повышается по мере увеличения очков опыта. Получение «опыта» происходит при убийстве солдат противника, получения бонусов в виде свитков и распределения «очков развития» (подсчет их идет после каждого уровня: во внимание берется количество нокаутов, времени прохождения уровня и сложности игры).
Каждый персонаж имеет четыре уникальных вида оружия. Оружие собирается после павших офицеров противника и, в редких случаях, в ящиках, разбросанных по уровням. Найденное оружие может быть сплавлено (расходуются очки развития). Плавка необходима для увеличения силы оружия, количества слотов для особенностей и распределения их. Особенности оружия добавляют силу элементов (Огонь, Лёд, Воздух, Молния), которые действуют соответственно, например: оружие со льдом может заморозить противника на некоторое время и т. п. Также имеются способности пробивания блока, вытягивания жизней, Мусоу и прочее. Максимальное число особенностей одного типа в оружии — 10. Также есть способности персонажей. Их можно получить выполняя различные условия для данного героя. Например, убить 100 врагов или 3 офицеров и др.
Всего насчитывается 77 персонажей обеих серий, включая новых — Ороти и Да Цзи (стратега армии Ороти).

### Сюжетная линия Шу
Армия Шу разбита в ходе боев с силами Ороти. Множество офицеров Шу переметнулось на сторону Змеиного Короля или продолжали сопротивление разрозненными группами. Правитель Шу — Лю Бэй — пропал без вести. Молодой Дракон, офицер Шу — Чжао Юнь — схвачен в плен и держится в заключении в Замке Уэда. Его спасают Цзо Цы, Ёсихиро Симадзу и Син Цай. Они сообщают ему, что Лю Бэй жив. Воодушевлённый Чжао Юнь начинает свой нелёгкий поход в поисках своего лорда и поиска новых союзников для сопротивления Ороти.

### Сюжетная линия Вэй
Цао Цао пропал. Управление царством Вэй берет его сын — Цао Пи. Чтобы избежать уничтожения, Цао Пи заключает союз с Ороти и действует под его командованием. Под беспрекословным повиновением скрывается план по уничтожению Змеиного Короля совместно со вторым стратегом Ороти, Исидой Мицунари.

### Сюжетная линия У
Сунь Цзянь — главнокомандующий У — взят в плен армией Ороти и используется для подчинения всего царства У. Сунь Цюань и Сунь Шан Сян верны Ороти, а Сунь Цэ не желает сдаваться на милость захватчику и продолжает набирать в свою армию все новых и новых героев.

### Сюжетная линия самураев
Нобунага Ода и его верные полководцы, Мицухидэ Акэти и Хидэёси Тоётоми, дают отпор полчищам неприятеля. Но для уничтожения «гнусной змеи» чего-то не хватает. Гордый Нобунага идет на союз со своими врагами — Сингэном Такэдой и Кэнсином Уэсуги. Они вместе готовятся к решающему сражению.

## Отзывы
| Сводный рейтинг | Сводный рейтинг | Сводный рейтинг | Сводный рейтинг |
| Издание         | Оценка          | Оценка          | Оценка          |
| Издание         | PS2             | PSP             | Xbox 360        |
| --------------- | --------------- | --------------- | --------------- |
| GameRankings    | 53,59 %         | 64,50 %         | 56,92 %         |